# Duco Telgenkamp
Pour les articles homonymes, voir Telgenkamp.
Duco Telgenkamp est un joueur international de hockey sur gazon néerlandais qui joue au poste d'attaquant au SV Kampong,.

## Biographie
Duco est né le 17 juillet 2002 à La Haye.

## Carrière

### En club
Duco a commencé le hockey à l'âge de 6 ans avec le club du HGC. À 12 ans, il change de club pour rejoindre le HDM. Après 2 saisons en 2e division néerlandaise (Promotieklasse) avec le HDM, il change de club pour rejoindre le SV Kampong en 2022 en marquant 2 buts pour ses débuts.

### En équipe nationale
Duco fait ses débuts avec les espoirs en juillet 2022 pour concourir à l'Euro espoirs 2022 qui s'est tenu à Gand qu'il a d'ailleurs décroché la médaille d'or avec l'équipe espoirs.
Il a fait aussi ses débuts en juin 2023 avec l'équipe nationale première en concourant à la Ligue professionnelle 2022-2023 qu'il a d'ailleurs décroché la médaille d'or avec l'équipe première. Il a également représenté l'équipe première pour concourir à l'Euro 2023 qui s'est tenu à Mönchengladbach, il a remporté la médaille d'or ainsi que le prix de meilleur buteur et de jeune joueur du tournoi.

## Palmarès
- : 1er à l'Euro espoirs 2022
- : 1er à la Ligue professionnelle 2022-2023
- : 1er à l'Euro 2023
- Champion olympique Paris 2024